# Veneno (luchador)
Rafael Ernesto Medina Baeza (7 de diciembre de 1970), más conocido como Veneno, es un luchador profesional panameño radicado en México. 
En la actualidad trabaja para los circuitos independientes. Además posee un vínculo familiar con la reconocida familia de lucha libre Casas. Su hermana, también luchadora bajo el nombre de ring Dalys La Caribeña, está casada con el Negro Casas, otro luchador profesional mexicano.

## Historial de lucha libre profesional

### Inicios
Rafael Medina es hijo de un promotor de lucha libre profesional con sede en Panamá. Inició su carrera en la lucha libre el 30 de abril de 1993, en su país natal, bajo el nombre de "El Guapo Siniestro".
En la década de 1990, el luchador mexicano Negro Casas, llegó a Panamá, para colaborar con el padre de Medina y, durante este tiempo, Casas entrenó a Medina, y posteriormente se casó con su hermana. Cuando la pareja se trasladó a México, Medina decidió acompañarlos, y se estableció en el país mexicano.

### Consejo Mundial de Lucha Libre (2000-2005)
En México, se convirtió en el personaje enmascarado "Veneno" y comenzó a trabajar para el Consejo Mundial de Lucha Libre (CMLL), una de las promociones de lucha libre más grandes de México y más antigua del mundo. 
Veneno trabajó en su primer show importante de CMLL el 30 de marzo de 2001, cuando se asoció con Rencor Latino y Arkangel de la Muerte solo para perder ante el equipo de Astro Rey, Jr., Pantera y El Felino en la cartelera del show Juicio Final de CMLL.
El 2 de mayo de 2001, Veneno formó equipo con Olímpico para competir en la Copa Ovaciones 2001, patrocinada por el diario mexicano Ovaciones. El equipo perdió ante Súper Parka y Máscara Año 2000 en la primera ronda.
Más tarde, se convirtió en parte del grupo rudo (luchadores que interpretan a los "chicos malos", también conocidos como "tacones") de Pierroth Jr, Los Boricuas (jerga para "Los puertorriqueños"). Por tanto, interpretó en este momento el papel de un puertorriqueño, afirmando que Puerto Rico era superior a México en cuanto a la trama.
El grupo estaba liderado por Pierroth, y también incluía a Gran Markus Jr., The Killer, Bestia Salvaje, Poder Boricua, Violencia, Nitro, Hijo del Pierroth, Pierrothito, Pequeño Violencia y La Nazi. Veneno, Hijo de Pierroth y Doctor X derrotaron a Tony Rivera, Tigre Blanco y Volador Jr.
En el programa anual Sin Piedad del CMLL. Como miembro de Los Boricuas formó equipo con Nitro y Violencia de manera regular, trío que compitió por un combate en el entonces reinante Campeón Mundial de Tríos CMLL, pero fueron derrotados por Los Hermanos Dinamita (Cien Caras, Máscara Año 2000 y Universo 2000) en la primera vuelta.
A principios de 2002, Gran Markus, Jr. Se volvió contra el resto de Los Boricuas, quienes estaban descontentos con el liderazgo de Pierroth, ya que, en parte de la historia, el miembro júnior Veneno dio un paso al frente y quiso castigar al "traidor", lo que llevó a un combate donde ambos luchadores pusieron sus fuerzas en la Máscara en la línea (llamada Luchas de Apuestas).  
La lucha fue el evento principal del programa Homenaje a Dos Leyendas 2002 de CMLL el 17 de marzo de 2002. En el combate, Veneno perdió y, por lo tanto, se vio obligado a desenmascararse, revelar su nombre de nacimiento y edad frente a todos en la Arena México según las tradiciones de la lucha libre.
La historia entre Los Boricuas y Gran Markus Jr. Llevó a este último a derrotar a Veneno en otro combate de Lucha de Apuestas el 20 de noviembre de 2002, lo que obligó a Veneno a afeitarse después del combate. La historia de Los Boricuas fue parcialmente abandonada a mediados de 2003, dejando a Veneno y otros boricuas de bajo rango sin una historia específica para trabajar. El 20 de junio de 2004, Veneno volvió a afeitarse, después de perder un combate de Luchas de Apuestas ante Tony Rivera.

### Circuito Independiente (2005-2010)
Entre finales de 2004 y principios de 2005, Veneno dejó de trabajar para CMLL y comenzó a hacerlo para la International Wrestling Revolution Group (IWRG), una promoción regional más pequeña en comparación con CMLL. El 13 de enero de 2005, IWRG le otorgó a Veneno su primer campeonato de lucha libre profesional al derrotar a Cerebro Negro para ganar el Campeonato Intercontinental de Peso Medio de IWRG. Veneno mantuvo el campeonato durante 146 días, hasta el 9 de junio de 2005, cuando fue derrotado por Black Dragon.
Recuperó el cinturón una semana después, el 16 de junio de 2005, al cubrir a Black Dragon. Su segundo reinado con el campeonato duró solo 35 días, antes de que Cyborg lo ganara el 21 de julio de ese año. El 9 de octubre de 2005, Veneno se asoció con Los Terribles Cerebros (Dr. Cerebro y Cerebro Negro) para ganar el Campeonato de Tríos del Distrito Federal al derrotar a Los Payasos Tricolores (Coco Blanco, Coco Rojo y Coco Verde).
Veneno cerró el año 2005 ganando por tercera vez el Campeonato Intercontinental de Peso Medio de IWRG, el 11 de diciembre. Este tercer reinado fue el más largo de su carrera con ese título, con una duración total de 230 días, hasta que fue derrotado por Pantera el 30 de julio de 2006.
Durante ese mismo año, Veneno se unió a un grupo rudo conocido como La Corporación, cuya historia giraba en torno a su intento de apoderarse de IWRG, tanto dentro del ring como mediante supuestas maniobras para comprar la empresa. Junto a sus compañeros de grupo, Cerebro Negro y Scorpio Jr., Veneno derrotó a sus suegros —Negro Casas, El Felino y Heavy Metal— para ganar el Campeonato Intercontinental de Tríos de IWRG el 5 de enero de 2005.
La Corporación solo mantuvo el título por poco más de un mes, dejando vacante el campeonato en febrero de 2006, cuando Scorpio Jr. dejó de trabajar para IWRG. A finales de 2006, Veneno, El Hijo del Diablo y Fantasma de la Opera ganaron el Campeonato de Tríos IWRG al derrotar a Dr. Cerebro, Cerebro Negro y Suicida para reclamar el campeonato vacante. Su reinado duró 52 días, hasta el 15 de febrero de 2007, cuando perdieron los cinturones ante el mismo trío.
Veneno también trabajó para otras promociones mexicanas, ya que IWRG permitía a sus luchadores trabajar en el circuito independiente entre obligaciones con IWRG. Una de esas promociones fue Toryumon México, donde compitió en un torneo por el Campeonato Internacional de Peso Pesado Júnior de la NWA, pero fue eliminado en la primera ronda.

### Circuito Independiente (2010-presente)
En 2010, Veneno comenzó a trabajar como un rudo veterano experimentado, o incluso como técnico (personaje de "buen chico") cuando era necesario. Trabajó con luchadores más jóvenes y de menor rango, guiándolos a medida que adquirían experiencia. Una de esas ocasiones fue el Torneo Relámpago de Proyección a Nuevas Promesas de la Lucha Libre de 2010, donde se asoció con el novato Keshin Black, un luchador enmascarado que también era hijo de Rafael Medina.
El equipo perdió ante Guizmo y Ultraman Jr. en la primera ronda, por lo que quedó eliminado. Veneno se asoció con Cerebro Negro y Kaos para competir por el vacante Campeonato de Tríos del Distrito Federal, pero el trío perdió en la primera ronda ante los eventuales ganadores del torneo, Los Gringos VIP (Avisman, El Hijo del Diablo y Gringo Loco).

## Campeonatos y logros
International Wrestling Revolution Group
- Campeonato Intercontinental de Peso Medio IWRG (4 veces)
- Campeonato Intercontinental en Parejas IWRG (2 veces), con Alan Extreme (1) y Chicano (1)
- Campeonato Intercontinental de Tríos IWRG (1 vez), con Scorpio, Jr y Cerebro Negro (1), El Hijo del Diablo y Fantasma de la Opera (1)
- Campeonato de Tríos del distrito Federal (1 vez), con Dr. Cerebro y Cerebro Negro
- Copa High Power (2014) con Alan Extreme, Avisman, Golden Magic, Imposible y Relámpago
- Campeonato de Tríos Arena 23 de junio (2018), con Canalla JR. y Sangre Fría JR.

## Luchas de apuestas
| Apuesta             | Ganador            | Perdedor                  | Localización                     | Fecha                   | Notas             |
| ------------------- | ------------------ | ------------------------- | -------------------------------- | ----------------------- | ----------------- |
| Cabellera           | Guapo Siniestro    | Black Killer              | Ciudad de Panamá                 |                         |                   |
| Cabellera           | Guapo Siniestro    | Black Warrior de Panamá   | Ciudad de Panamá                 |                         |                   |
| Cabellera o Máscara | Gran Markus Jr.    | Veneno                    | Arena México, Ciudad de México   | 17 de marzo de 2002     | [ 5 ]             |
| Cabellera           | Veneno             | Super Brazo               | Arena Xochimilco, Xochimilco     | 25 de mayo de 2002      |                   |
| Cabellera y Máscara | Veneno y Violencia | Mr. México y Poder Mexica | Arena México, Ciudad de México   | 14 de julio de 2002     |                   |
| Cabellera           | Gran Markus Jr.    | Veneno                    | Arena México, Ciudad de México   | 20 de noviembre de 2002 | [ 5 ]             |
| Cabellera           | Veneno             | Tony Rivera               | Arena México, Ciudad de México   | 20 de junio de 2004     | [ 7 ]             |
| Cabellera           | Veneno             | Andy Barrow               | Arena Naucalpan, Naucalpan       | 25 de julio de 2004     | [ nota 1 ] [ 5 ]  |
| Cabellera           | Villano III        | Veneno                    | Arena Naucalpan, Naucalpan       | 17 de octubre de 2004   | [ 5 ]             |
| Cabellera           | Veneno             | El Líder                  | Arena Coliseo, Guadalajara       | 12 de junio de 2005     | [ 5 ]             |
| Cabellera           | Veneno             | Cyborg                    | Arena Naucalpan, Naucalpan       | 17 de julio de 2005     | [ 5 ]             |
| Cabellera           | Veneno             | Johnny Reyna              | Poliforum Zamná, Mérida          | 18 de junio de 2006     | [ 5 ]             |
| Cabellera o Máscara | Veneno             | Halcón Salvaje            | Centro Banamex, Ciudad de México | 5 de mayo de 2007       |                   |
| Cabellera           | Veneno             | Cyborg                    | Arena Naucalpan, Naucalpan       | 26 de agosto de 2007    | [ nota 2 ]        |
| Cabellera           | Toscano            | Veneno                    | Arena Naucalpan, Naucalpan       | 7 de diciembre de 2014  | [ 14 ]            |
| Cabellera           | Veneno             | Danny Casas               | Arena Naucalpan, Naucalpan       | 5 de marzo de 2017      | [ nota 3 ] [ 15 ] |
| Cabellera           | Veneno             | Apolo Estrada Jr.         | Arena Naucalpan, Naucalpan       | 22 de marzo de 2021     |                   |